# Glaciar Pers
O Glaciar Pers (em romanche:  Vadret da Pers) é uma geleira que nasce a 2 020 m na Cordilheira Bernina e está situado no cantão dos Grisões na Alta-Engadina da Suíça.
O Glaciar Pers é um afluente do glacier Morteratsch e juntos cobrem uma superfície de 16 km2